# Euphorbia susan-holmesiae
Euphorbia susan-holmesiae är en törelväxtart som beskrevs av M.S. Binojkumar och R. Gopalan. Euphorbia susan-holmesiae ingår i släktet törlar, och familjen törelväxter. Inga underarter finns listade i Catalogue of Life.